# Hoher Meissner

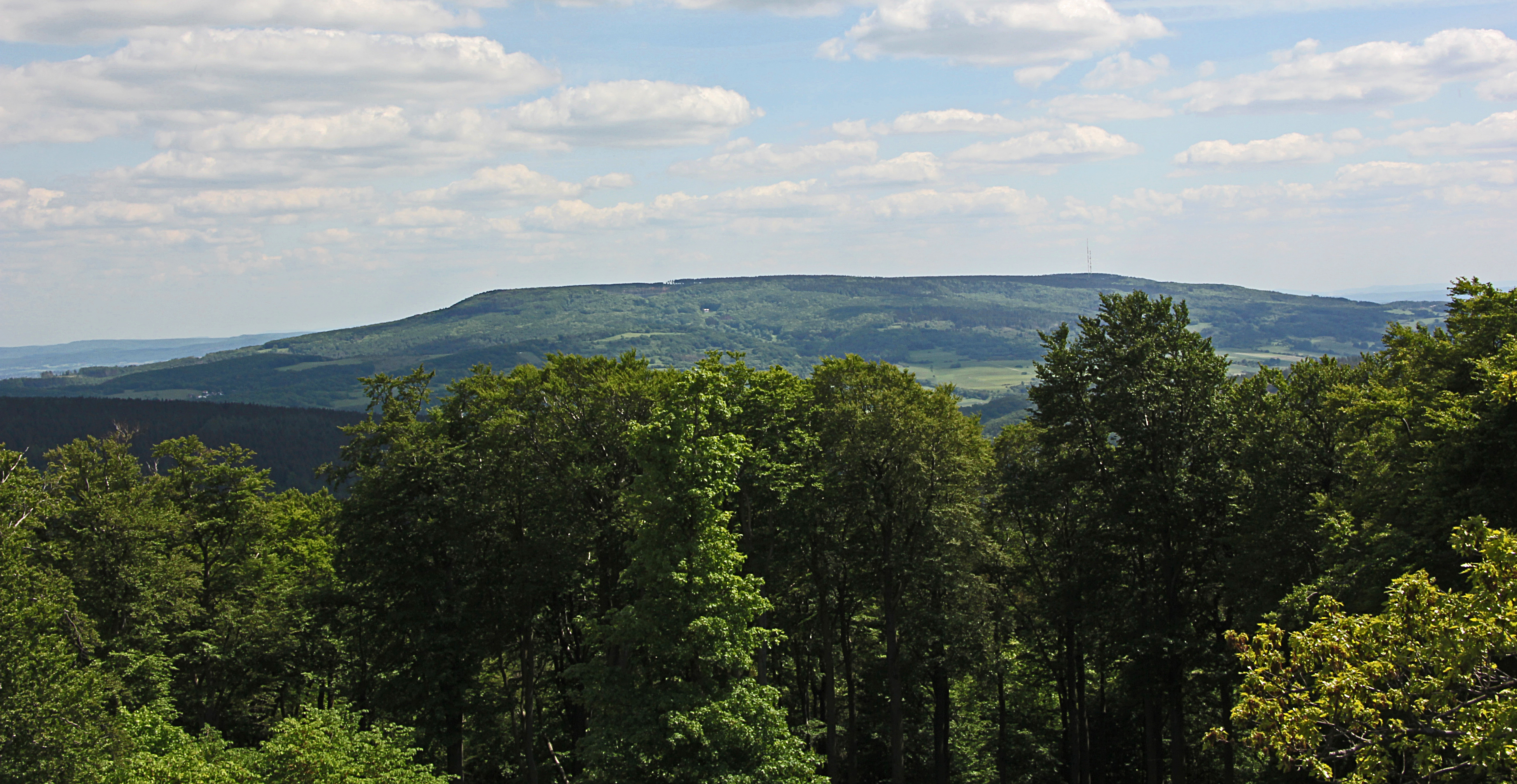
El Alto Meißner visto desde la torre de observación del Bilstein desde el noroeste.

Hoher Meißner (Hoher Meissner) es un macizo montañoso con una altura de 753.6 m que se encuentra en el parque natural Meissner Kaufunger en Hesse, Alemania.

## Geografía
El Hoher Meissner está cubierto por un extenso forraje y cubre un área de 10 km por 5 km. Se localiza aproximadamente entre Eschwege y Grossalmerode así como también entre Sooden Allendorf y Waldkappel. Junto con grandes extensiones del Kaufunger Wald y el bosque Soehre, forma el extenso parque natural Meißner Kaufunger.

## Geología
En el periodo Terciario la zona estaba cubierta por densos bosques. De estos bosques se formaron depósitos de lignita, los cuales luego fueron cubiertos por arena y lava. Las formaciones de basalto han sido erosionadas por el clima y fueron más altas anteriormente.

## Geomorfología

### Montaña más alta del noreste de Hesse
El pico Meißner no es el punto más alto, sino que es la cresta de Kasseler.

### Montañas
- Kasseler Kuppe (753.6 m)
- Kasseler Stein (748 m)
- Kalbe (720 m)
- Heiligenberg am Meißner (583 m)
- Bühlchen am Meißner (537 m)

## Minería
La industria minera de lignita comenzó alrededor de 1560, y persistió hasta 1929. El carbón era usado, entre otras cosas, como combustible para la producción de sal en Bad Sooden Allendorf y también para alimentar a la planta de energía en Kassel.
- Datos: Q458147
- Multimedia: Hoher Meißner / Q458147